# Malakka
Malakka (malaiisch Melaka, englisch Malacca) ist eine Küstenstadt im gleichnamigen Bundesstaat auf der malaiischen Halbinsel im Westteil Malaysias. Nach der Stadt ist die Straße von Malakka benannt.
Malakka hat etwa 579.000 Einwohner (2010). Der Hafen spielt nur noch für die Küstenschifffahrt eine Rolle, da er für Überseeschiffe nicht genügend Tiefgang aufweist. Malakka wird seit 2008 gemeinsam mit George Town auf der Liste des Weltkulturerbes der UNESCO geführt.

## Geographie

### Geographische Lage
Koordinaten: 2° 12′ N, 102° 15′ O
| Malakka |

Malakka liegt an der Westküste Malaysias, etwa 200 Kilometer nordwestlich von Singapur, an der so genannten Straße von Malakka (Malacca Straits) zwischen der malaiischen Halbinsel und der Insel Sumatra. Diese Meerenge war von jeher zwingende Durchfahrt für die Handelsschifffahrt von Indien nach China. Nach Schätzungen aus dem Jahr 2006 passieren täglich rund 2000 Containerschiffe diese Schlagader des Welthandels.
Malakka bietet einen natürlichen Hafen, der von einem Ring kleiner Inseln vor Stürmen geschützt ist. Der Malacca River teilt die Stadt in zwei Hälften. Die Umgebung von Malakka war einst von tropischem Regenwald bedeckt, der heute jedoch Plantagenwirtschaft gewichen ist. Im Hinterland von Malakka finden sich des Weiteren reiche Vorkommen an Zinn.
Im Westen wird Malakka von der Straße von Malakka begrenzt. Im Nordwesten liegt Alor Gajah, im Norden Tampin, im Nordosten Jasin, im Osten Merlimau, im Südosten Tangkak und im Südwesten Pulau Besar. Rund 500 Meter vor der Küste liegt die künstliche Insel Pulau Melaka.

### Klima
Der Ort befindet sich in einer tropischen Klimazone, die teilweise vergleichbar mit dem Klima von tropischen Regenwäldern ist. Die Sommer sind heiß mit hoher Luftfeuchtigkeit. Die durchschnittliche Jahrestemperatur in Malakka liegt zwischen 26,0 und 27,1 °C. Die wärmsten Monate sind März, April und Mai mit durchschnittlich 27,0 beziehungsweise 27,1 °C, der kälteste Dezember mit 26,0 °C im minimalen Mittel. Die Temperatur fällt fast nie unter 20 °C. Der meiste Niederschlag fällt im August mit durchschnittlich 162 Millimetern, der geringste im Januar und Februar mit durchschnittlich 60 Millimetern zu verzeichnen. Der Jahresdurchschnitt liegt bei 1457 Millimetern. Allgemein liegt der Niederschlag in der Stadt unter dem Durchschnitt von Malaysia.
|                        | Jan  | Feb  | Mär   | Apr   | Mai   | Jun   | Jul   | Aug   | Sep   | Okt   | Nov   | Dez   |   |         |
| Mittl. Temperatur (°C) | 26,1 | 26,7 | 27,0  | 27,0  | 27,1  | 26,8  | 26,4  | 26,4  | 26,4  | 26,4  | 26,1  | 26,0  | ⌀ | 26,5    |
| Mittl. Tagesmax. (°C)  | 31,8 | 32,9 | 33,1  | 32,7  | 32,2  | 31,8  | 31,3  | 31,3  | 31,3  | 31,7  | 31,4  | 31,1  | ⌀ | 31,9    |
| Mittl. Tagesmin. (°C)  | 22,7 | 23,2 | 23,4  | 23,6  | 23,7  | 23,3  | 23,0  | 22,9  | 23,0  | 23,2  | 23,1  | 22,9  | ⌀ | 23,2    |
|                        |      |      |       |       |       |       |       |       |       |       |       |       |   |         |
| Niederschlag (mm)      | 75,5 | 89,7 | 141,6 | 185,3 | 176,7 | 165,0 | 178,4 | 188,6 | 205,7 | 194,6 | 239,0 | 131,7 | Σ | 1.971,8 |
|                        |      |      |       |       |       |       |       |       |       |       |       |       |   |         |
| Sonnenstunden (h/d)    | 6    | 7    | 7     | 7     | 7     | 7     | 7     | 6     | 6     | 6     | 5     | 5     | ⌀ | 6,3     |
|                        |      |      |       |       |       |       |       |       |       |       |       |       |   |         |
| Regentage (d)          | 6    | 7    | 10    | 12    | 11    | 10    | 11    | 13    | 12    | 13    | 17    | 11    | Σ | 133     |
|                        |      |      |       |       |       |       |       |       |       |       |       |       |   |         |
| Luftfeuchtigkeit (%)   | 80   | 79   | 82    | 85    | 86    | 86    | 86    | 86    | 86    | 86    | 87    | 82    | ⌀ | 84,3    |

| 22,7 |

| 23,2 |

| 23,4 |

| 23,6 |

| 23,7 |

| 23,3 |

| 23,0 |

| 22,9 |

| 23,0 |

| 23,2 |

| 23,1 |

| 22,9 |

| 22,7 |

| 23,2 |

| 23,4 |

| 23,6 |

| 23,7 |

| 23,3 |

| 23,0 |

| 22,9 |

| 23,0 |

| 23,2 |

| 23,1 |

| 22,9 |

## Geschichte

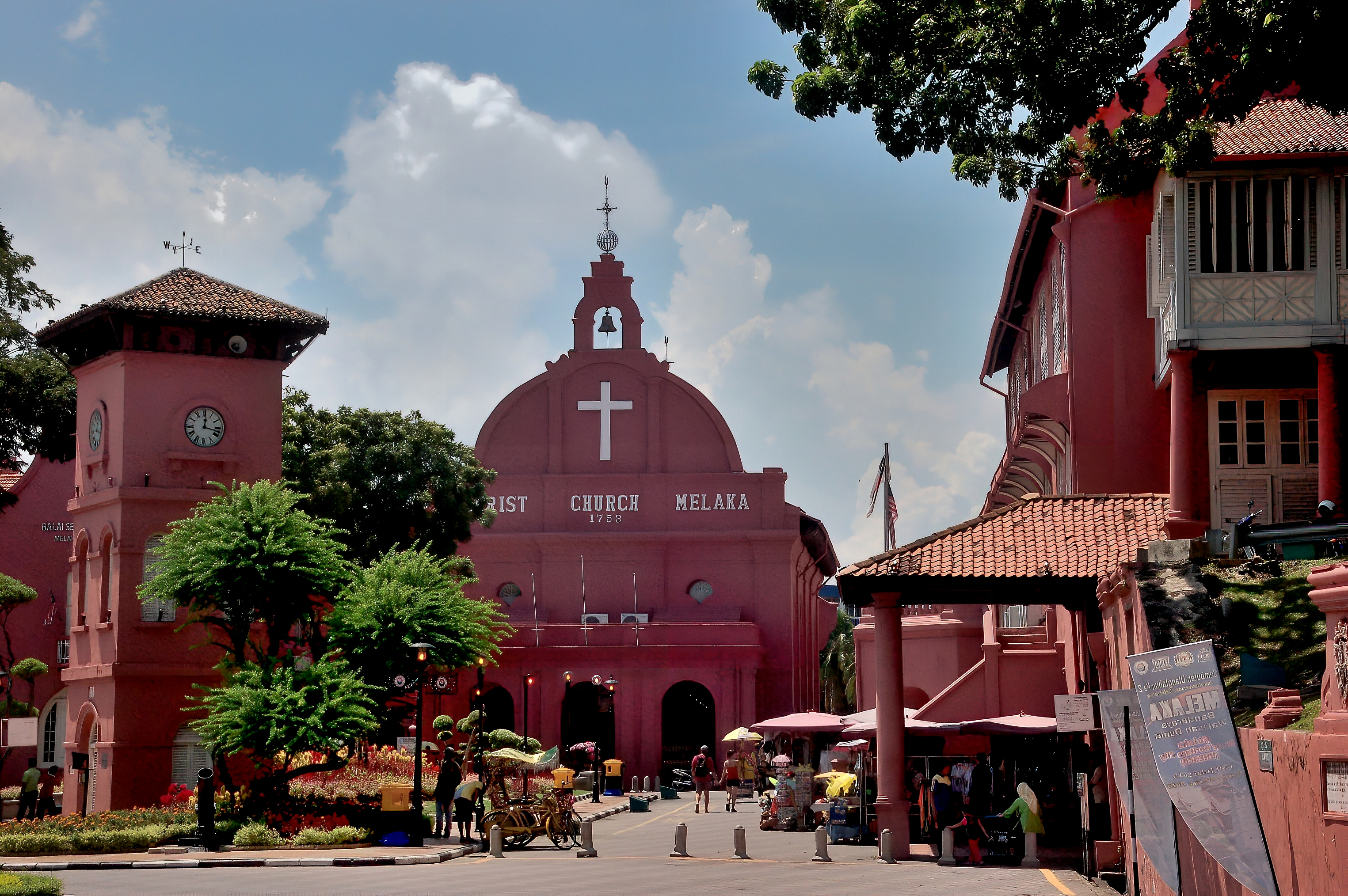
Christ Church Malaka

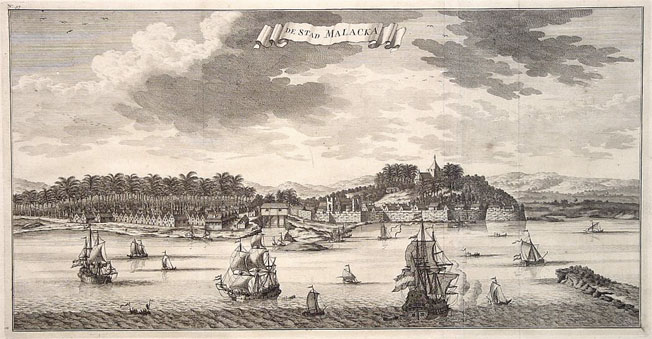
Historische Ansicht, 1726

### Frühgeschichte

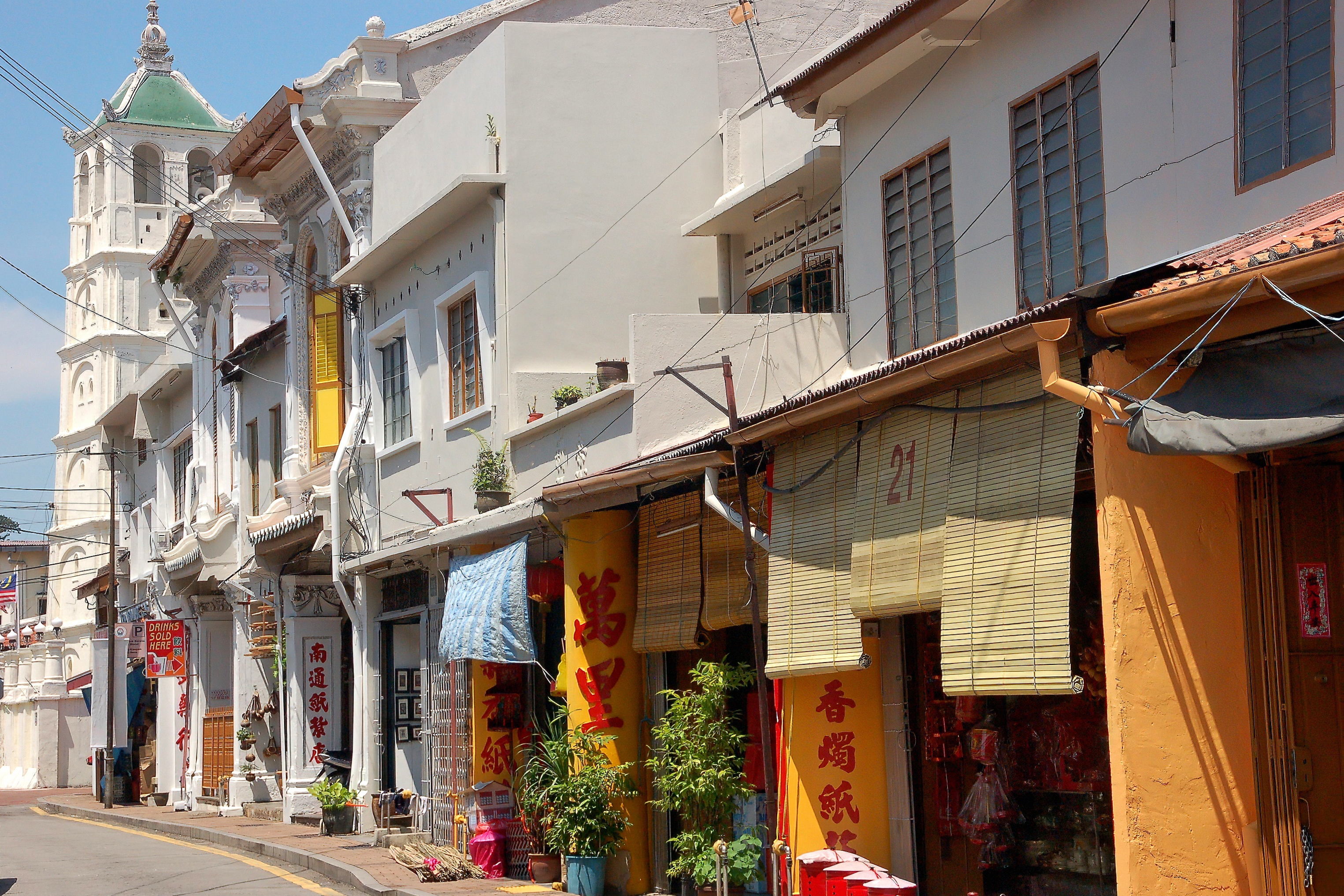
Straße in Malaca

Die Halbinsel wird schon vom antiken Geographen Claudius Ptolemäus im zweiten nachchristlichen Jahrhundert unter dem Namen Chryse Chersonesos (griechisch für Goldene Halbinsel) beschrieben.
Ursprünglich wurde Malakka von den Chinesen als Sammel- und Umschlagplatz für Gewürze (insbesondere Pfeffer von den Molukken) und Sandelholz von Timor gegründet. Aufgrund seiner günstigen Lage entwickelte es sich jedoch schnell zu einem florierenden Handelshafen, in dem Araber, Inder und Chinesen ihre Waren tauschten. Bis ins 15. Jahrhundert blieb die Stadt quasi eine chinesische Kolonie und somit eine Art Brückenkopf der Chinesen zum Indischen Ozean, auch wenn der Handel mit China zwischen 1368 und 1405 aufgrund der selbstgewählten Isolation des Kaiserreichs zum Erliegen kam.

### Sultanat von Malakka (1402–1511)
Im 15. Jahrhundert war Malakka Sitz eines malaiischen Sultans. Der Gründer des Sultanats Malakka war Paramesvara (reg. 1402/1414–24), ein von Zheng He geförderter Hindufürst aus dem alten Srivijaya, der nach Malakka geflüchtet war. 1409 heiratete er die Tochter des Sultans von Pasai und trat zum Islam über, was allgemein als der Beginn der islamischen Geschichte Malayas betrachtet wird. Auch der mythische malaysische Nationalheld Hang Tuah soll Mitte des 15. Jahrhunderts im Sultanat von Malakka gelebt haben.

### Kolonialzeit

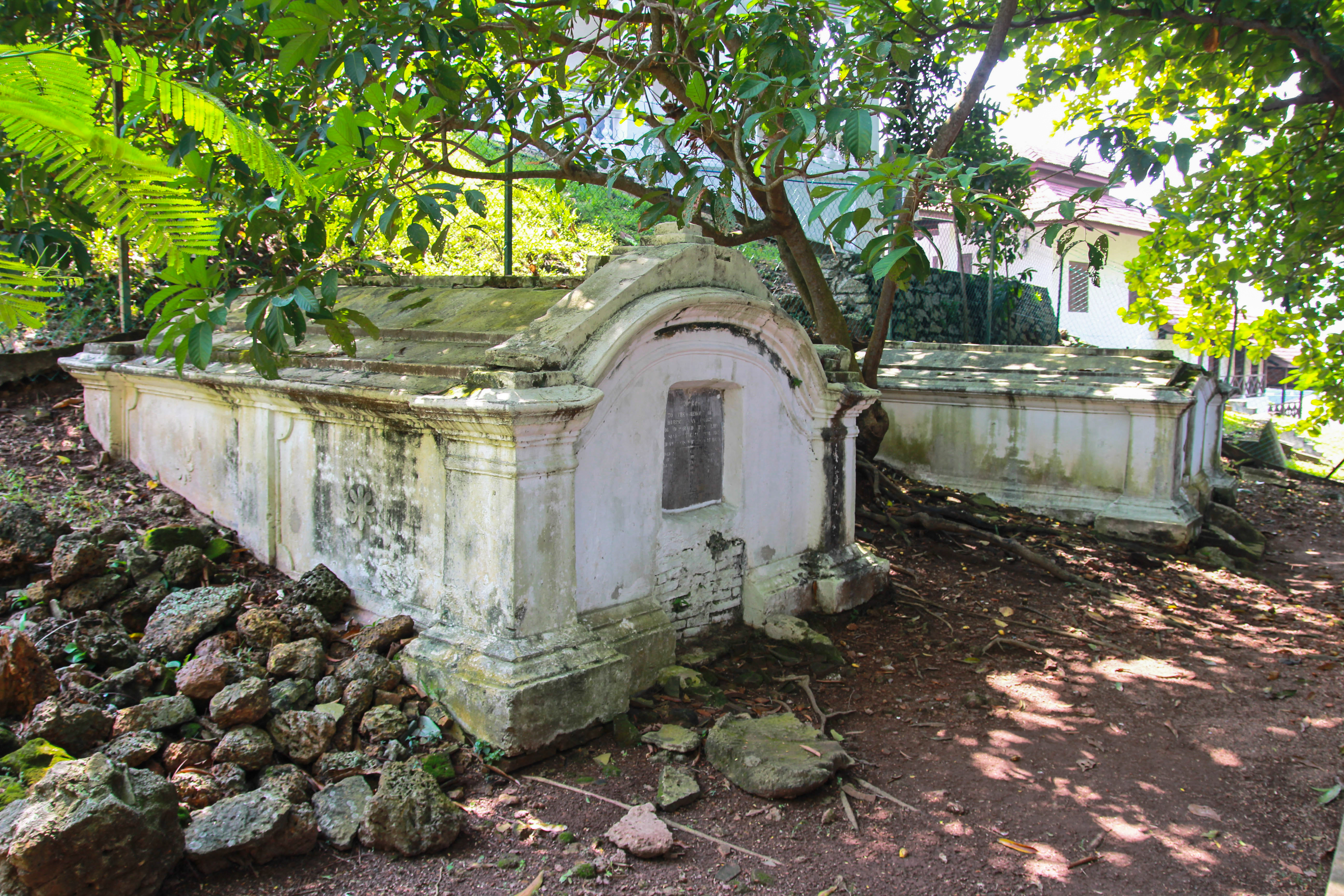
Gräber von niederländischen Siedlern in Malakka

Malakka galt zwischen dem 13. und dem 17. Jahrhundert als wichtigste östliche Drehscheibe im internationalen Gewürzhandel rund um den Indischen Ozean. Die Stadt, an kritischer Stelle zur Kontrolle der Schifffahrtswege zwischen malaiischer Halbinsel und Sumatra, war um 1500 bereits eine Großstadt mit über 100.000 Einwohnern. Die Handelsrouten der auch in Europa höchst begehrten Gewürznelken und Muskatnüsse begannen auf den Inseln Halmahera, Tidore und Ternate westlich von Neuguinea; javanische Schiffe brachten in Monsun-bedingter, anderthalbjähriger Reise die Gewürze nach Malakka und teils weiter an Indiens Ost- und Westküsten. Großenteils arabische Händler brachten die Ware bis nach Kairo und Alexandria, von wo vor 1510 meist genuesische und venezianische Händler die Ware nach Europa brachten.
1509 erreichten unter Diogo Lopes de Sequeira erstmals portugiesische Schiffe Malakka, gleichzeitig bildete Malakka einen Kampfverband mit befreundeten Monarchien in Sumatra und Java. Am 15. August 1511 eroberten portugiesische Truppen unter Afonso de Albuquerque nach einer Belagerung von etwa 40 Tagen Malakka und errichteten die Festung A Famosa. Am Angriff beteiligten sich etwa 1200 Soldaten und 18 Schiffe. Sultan Mahmud Shah (reg. 1488–1528) verließ die Stadt. Der erste Festungskommandant und Vertreter Albuquerques in Malakka wurde Rui de Brito Patalim. Ihm folgte 1514 Jorge de Albuquerque (1514–1516; 1521–1526). 1554 eröffneten die Dominikaner in Malakka eine Abtei, von wo aus sie nun Missionare in die Region schickten. Bis 1641 stand Malakka unter portugiesischer Herrschaft. Die muslimischen Kaufleute verstärkten als Reaktion auf den Verlust Malakkas ihre Geschäftsaktivitäten in den Hafenstädten von Aceh und Banten.
Von Afonso de Albuquerques Eroberungen war Malakka zweifellos die folgenreichste, da sie den Portugiesen die Tore zu den Meeren der Insulinde, des Fernen Ostens und des Golfs von Bengalen öffnete. Albuquerque nutzte seinen Sieg sofort und entsandte gemeinsam mit Malakkas wohlhabender tamilischer Händlerin Nina Chatu Schiffe mit portugiesischen Gesandten zu den Banda-Inseln und den Molukken (António de Abreu), nach Java (João Lopes de Alvim), China (Jorge Álvares), nach Siam (Duarte Fernandes), nach Sunda (Henrique Leme) und nach Pegu (Rui Nunes da Cunha, Pero Pais).
Im 16. Jahrhundert waren die Handelswege stark von der Jahreszeit abhängig. Die portugiesischen Karavellen verließen Goa im September mit dem südwärts wehenden Monsun. Von Malakka aus wurden dann indische Waren auf Java gegen chinesische Kupfermünzen getauscht. Dafür erhielt man weiter im Osten auf Sumbawa Reis und einfache Baumwollstoffe, die wiederum auf den Banda-Inseln und Ternate gegen Gewürze getauscht wurden. Einige dieser Handelsreisenden kamen auch nach Solor und Timor, um Sandelholz zu erwerben. Zwischen Mai und September kehrte man mit dem Südwestmonsun nach Malakka zurück. Dass die Schiffe aufgrund der Windverhältnisse längere Zeit bei Solor und Timor warten mussten, begünstigte die Gründung permanenter Siedlungen dort.
1641 eroberten die Niederländer Malakka und beherrschten die Stadt bis 1824. Unterbrochen wurde die Herrschaft durch die britische Besetzung in den Napoleonischen Kriegen, 1818 wurde sie erneut niederländisch. Damit sollte eine französische Übernahme verhindert werden. Die Briten nutzten die Zeit, um die Festung A Famosa 1806 zu schleifen. Man wollte damit Malakka als Konkurrent zur britischen Siedlung Penang schwächen. Erhalten blieb nur ein Tor der Festung.

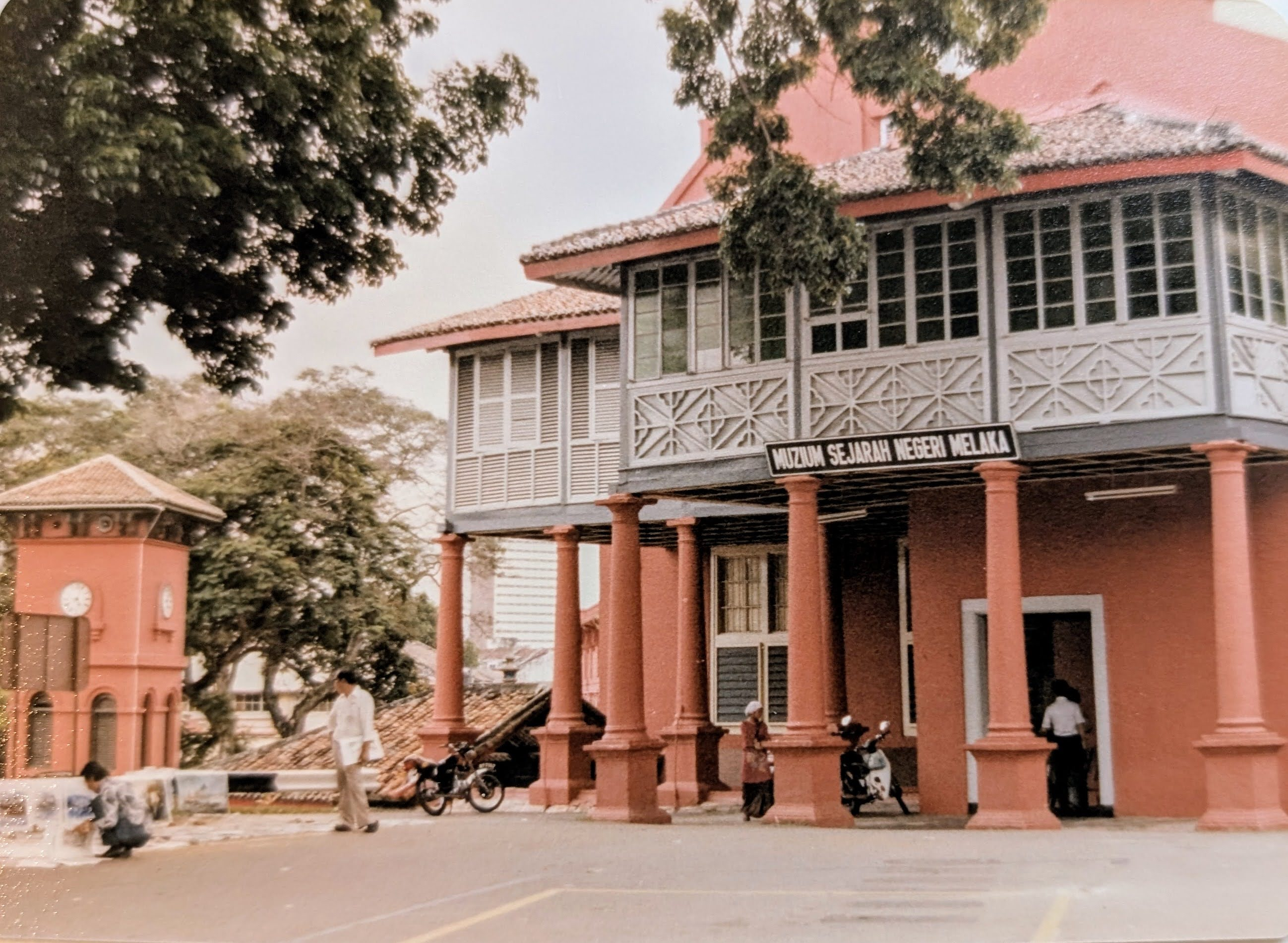
Stadhuys Malaka in 1986 (muzium sejarah negeri melaka)

Bis zur Unabhängigkeit im Jahre 1957 gehörte die Stadt wie die gesamte malaiische Halbinsel als British Malaya und Teil der Straits Settlements zum britischen Kolonialreich. In der Stadt befand sich die größte Gemeinschaft der als Straits Chinese (Baba-Nyonya) bekannten Auslandschinesen in Malaya.
Im Dezember 1946 fand in Malakka der 2. Kongress der Parti Kebangsaan Melayu Malaya, der Malaiischen Nationalpartei, statt. Auf der Veranstaltung sprachen unter anderem Ahmad Boestamam, Rashid Maidin (MCP), Pak Burhanuddin. Letzterer veröffentlichte auf dem Kongress sein Manifest Perjuangan kita (dt. Unser Kampf), das sich scharf von den Forderungen der UMNO, der Kommunisten und von jenen abgrenzte, die einem ethnisch eng definierten Begriff des Malaientums anhingen. Laut dem Manifest konnten demzufolge auch Nichtmalaien durch freie Willensäußerung Melayu sein oder werden.

## Bevölkerungsstruktur

### Minderheiten
In Malakka lebt eine kleine Gemeinde von Nachfahren der portugiesischen Kolonialherren, die katholisch ist und eine altertümliche kreolische Form des Portugiesischen spricht (nach eigenen Angaben können sie sich mit Brasilianern problemlos verständigen). Sie gelten nach der offiziellen malaysischen Terminologie als Eurasier (Eurasians). Eine Anerkennung als Bumiputra wurde ihnen lange verweigert. Ein politischer Vertreter der Eurasians in Malakka in der Zeit des Unabhängigkeitskampfs war Gerald de Cruz, von der linksorientierten Eurasian Progressive Association. Die Britasians, die aus der Verbindung von Malaien und Briten hervorgingen, haben nach der Unabhängigkeit das Land mehrheitlich in Richtung Australien, Neuseeland und Kanada verlassen.

## Kultur und Sehenswürdigkeiten

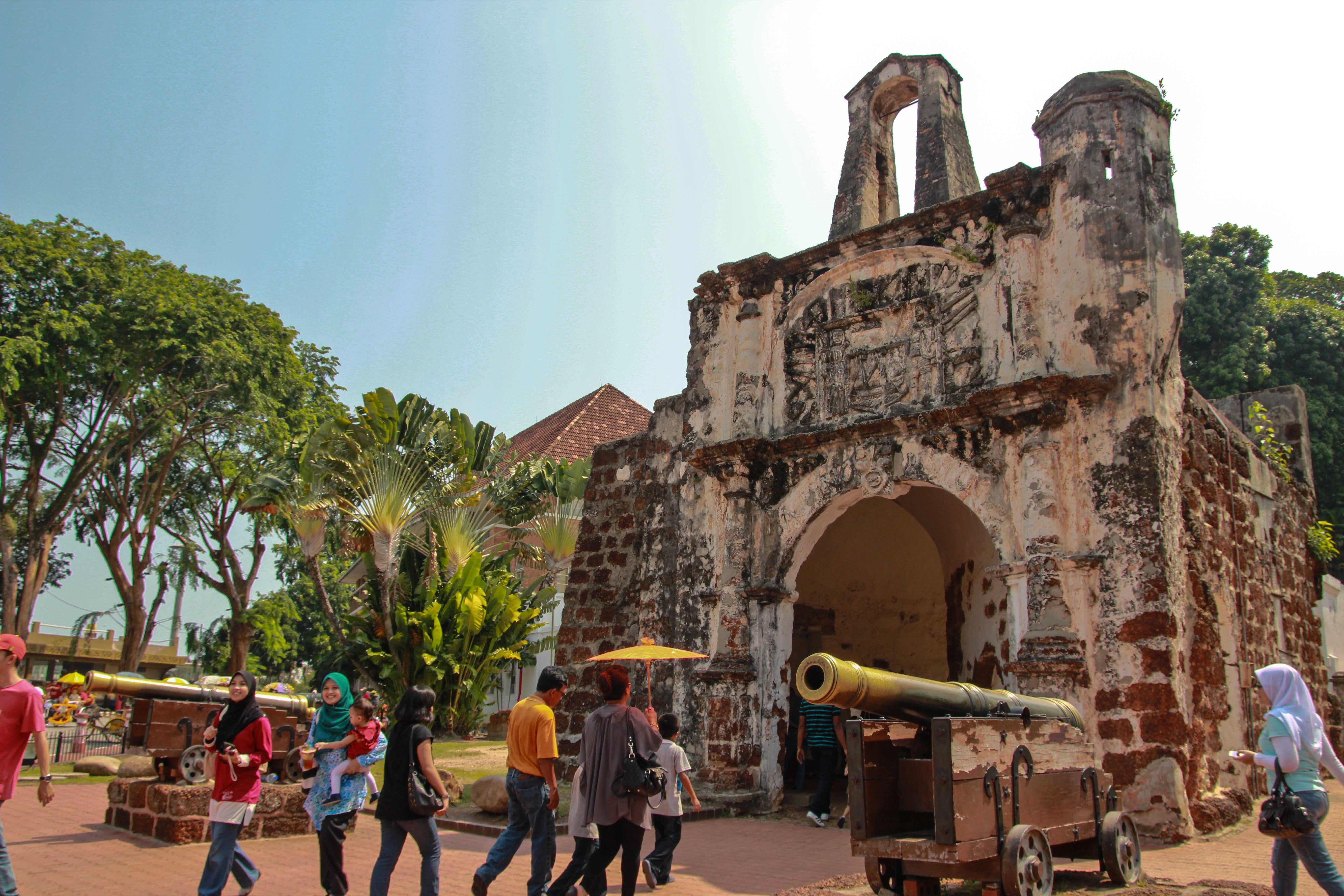
Die portugiesische Festung „A Famosa“

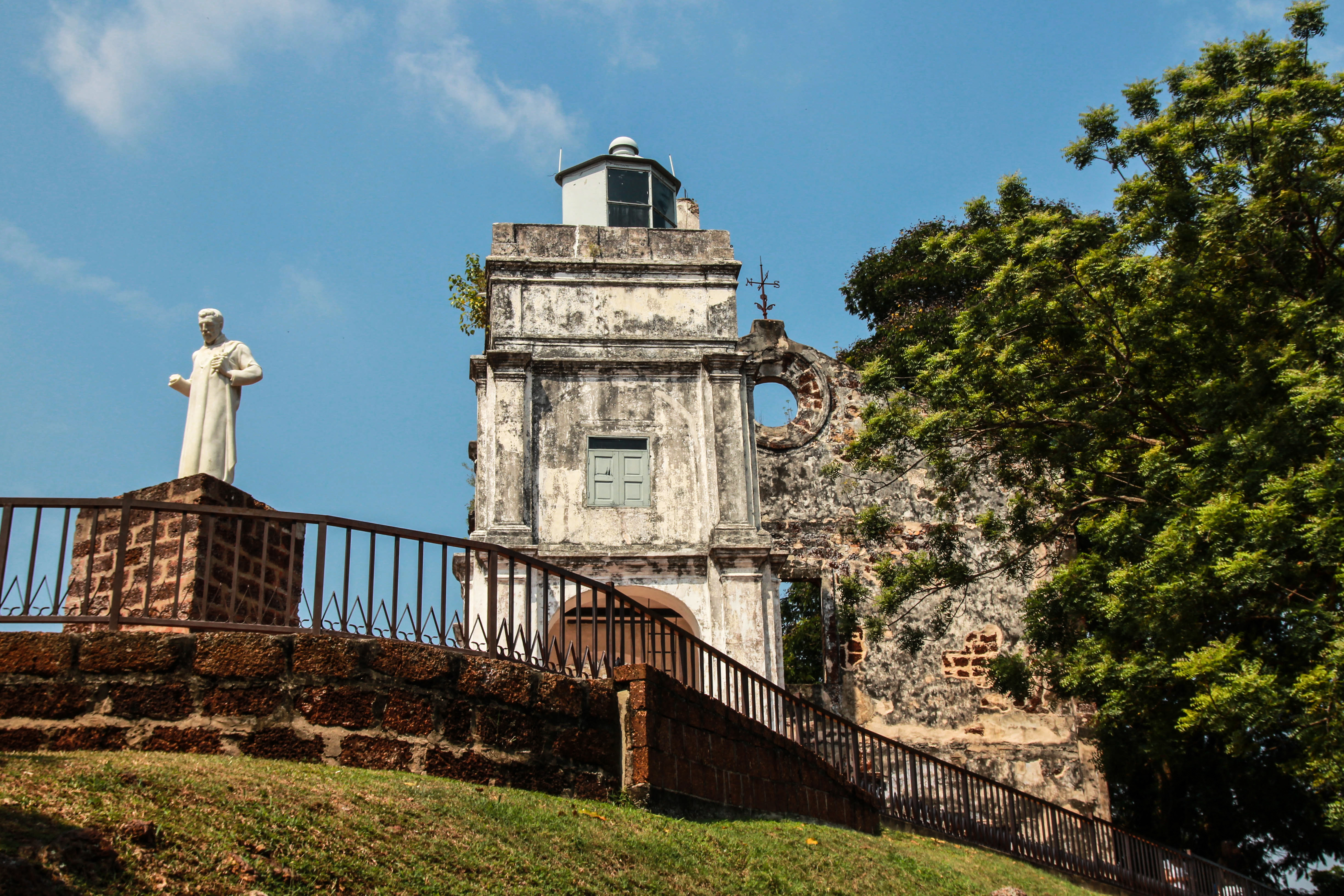
St. Paul’s Church

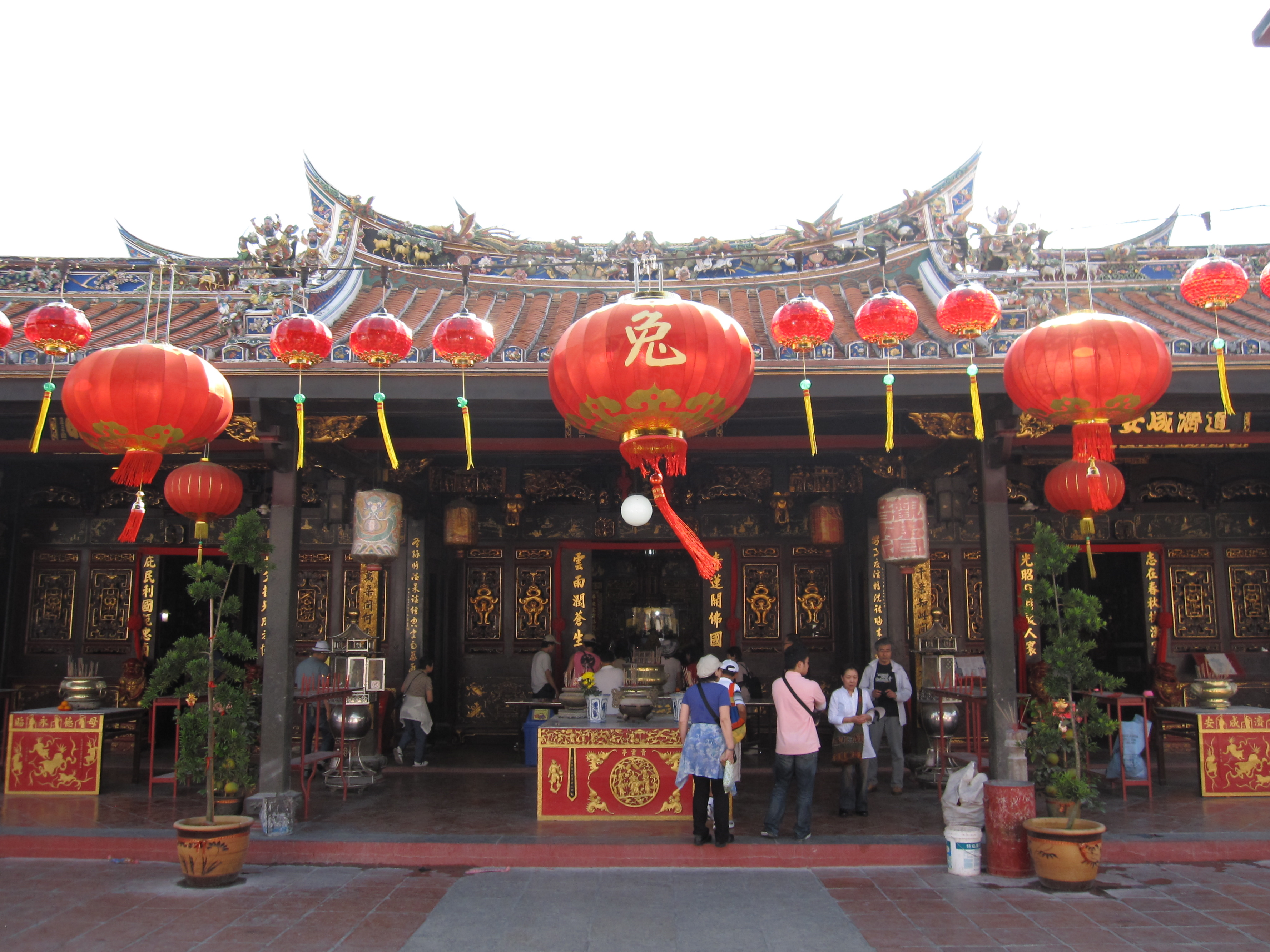
Cheng Hoon Teng-Tempel in Chinatown

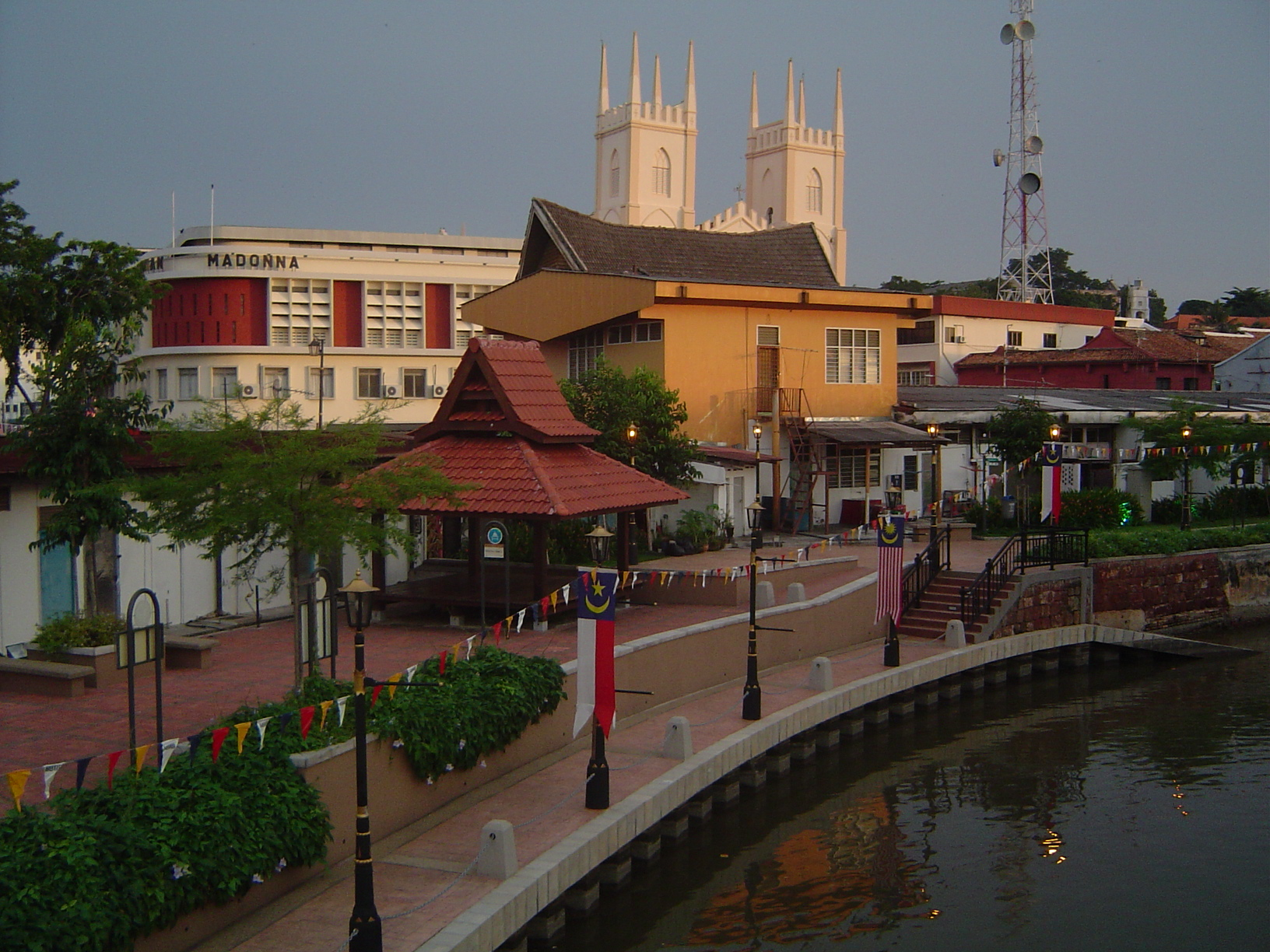
Uferfront mit katholischer Kirche

### Europäische Bauten
Sehenswert ist die Altstadt aus holländischer Kolonialzeit. Dort befindet sich auf dem sogenannten Roten Platz die rotweiße Kirche (Christ Church), die heute der Anglikanischen Kirche zugehört. Sie wurde um das Jahr 1750 erbaut. In nächster Nähe zur Christ Church befindet sich das ehemalige Rathaus (Stadthuys) Malakkas. In dem um 1650 erbauten Gebäude befindet sich heute das Historische Museum, das – neben der Darstellung historisch-malaiischer Lebensweise – eine beeindruckende (und westlichen Sichtweisen teils entgegengesetzte) Version der Kolonisierung erzählt.
- Festung A Famosa (Porta de Santiago)
- Christuskirche
- Stadthuys (Niederländisches Rathaus)
- St.-Francis-Xavier-Kirche
- St. John’s Fort (Kota Senjuang)
- Ruinen der St.-Pauls-Kirche – der Heilige Franz Xaver war hier vorübergehend begraben
- St.-Peter-Kirche
- St.-Theresia-Kirche
- Victoria Fountain

### Chinatown
Malakka verfügt über ein sehr gut erhaltenes Chinatown, in dem noch viele alte chinesische Gebäude zu sehen sind. In einem komplett erhaltenen alten chinesischen Wohnhaus befindet sich heute das Baba-Nyonya Heritage Museum. Das Museum vermittelt einen Eindruck von der Lebensweise der alten chinesischen Familien. In Chinatown befinden sich mehrere chinesische Tempel, die besucht werden können, unter anderem der 1645 gegründete Cheng-Hoon-Teng-Tempel, der angeblich der älteste chinesische Tempel in Malaysia ist.
- Bukit-Cina-Friedhof
- Geok-Hu-Keng-Tempel
- Poh-San-Teng-Tempel
- Jonker-Straße

### Indische Bauten
- Sri-Poyyatha-Tempel

### Malaiische Bauten
- Hang-Jebat-Mausoleum
- Hang-Kasturi-Mausoleum
- Kampong Morten
- Kampung-Kling-Moschee
- Tranquerah-Moschee
- Straße-von-Malakka-Moschee, eine moderne Moschee an der Küste von Malakka Island

Die Gebäude des Sultanspalastes von Malakka sind moderne Rekonstruktionen, die das 1954 gegründete Kulturelle Museum über die regionale Geschichte beinhalten. Die Ausstellung wurde 1986 neueröffnet und zeigt 1350 Ausstellungsstücke.

## Wirtschaft und Infrastruktur

### Verkehr
Die Stadt Malakka ist erreichbar über Autobahn oder die Küstenstraße. Sie liegt ungefähr 130 km südlich von Kuala Lumpur und 200 km nördlich von Singapur. Shuttlebusse verbinden den Busbahnhof mit Stationen wie der Jonker Street, Melaka Sentral oder dem AEON Bandaraya Melaka Shopping Centre.

Der Flughafen Malakka, zehn Kilometer von der Stadt entfernt, verfügt über eine 1.372 Meter lange Start- und Landebahn. Das 2009 neueröffnete Terminal ist für bis zu 1,5 Millionen Passagiere pro Jahr ausgelegt. Malakka ist nicht an das malayische Eisenbahnnetz angebunden.

### Bildung
Malakka verfügt über drei Universitäten und mehrere Kolleges:
- University of Technology (UTeM)
- University of Malaya Melaka
- Multimedia University
- Pusat Latihan Teknologi Tinggi (ADTEC) Melaka
- Stamford College Melaka
- Universiti Kuala Lumpur Malaysian Institute of Chemical and Bioengineering Technology (UniKL MICET)
- Kolej Ranger Melaka
- Kolej Teknologi Cosmopoint Caw. Melaka
- Putra International College

### Medien, Literatur und Filme
Die Handlung einiger Romane ist in Malakka und der Straße von Malakka angesiedelt. So handelt der Roman Malakka: der Tod kommt in der Nacht von Uli T. Swidler (Bielefeld 2008) in Malakka. Aufgrund der historischen Bausubstanz bietet sich Malakka als Hintergrund für verschiedene Film- und Fernsehprojekte an. Die folgende Liste zeigt eine Auswahl von teilweise in Malakka gedrehten Filmen:
- 2008: Melakan Portuguese: Preserving Their Heritage (Dokumentation, 48 Minuten), Regie: Sherman Francis Xavier[22]
- 2010: Crayon (Drama, 85 min), Regie: Dean A. Burhanuddin[23]

## Persönlichkeiten

### Ehrenbürger
- 1992: Mahathir bin Mohamad[24]
- 2009: Li Chi Mao[25]

### Söhne und Töchter der Stadt
- Tan Tock Seng (1758–1850), Kaufmann, Richter und Stifter des Tan Tok Seng Hospital in Singapur[16]
- Abdullah bin Abdul Kadir (1795–1852), malaysischer Gelehrter
- Tan Cheng Lock (1883–1960), Gründer und von 1949 bis 1958 erster Präsident der Malaysian Chinese Association
- Tan Siew Sin (1916–1988), erster Finanzminister Malaysias und Vorsitzender der Malaysian Chinese Association
- Devan Nair (1923–2005), dritter Staatspräsident von Singapur (1981–1985)
- Tun Ghafar Baba, Malaysischer Deputy Prime Minister (1986–1993), Vize-Präsident der United Malays National Organisation (1962–1987) und Malakka Chief Minister (1959–1963).
- Ibu Zain, war ein Pionier für die Ausbildung von Frauen in Malaysia.
- Shirley Geok-lin Lim, ausgezeichneter Autor und Professor für Englisch an der University of California, Santa Barbara
- Maria Jane Dyer (Maria Jane Taylor), wurde 1837 in Malakka geboren und war eine frühe Missionarin in China, sie war die Tochter von Samuel Dyer und Maria (Tarn) Dyer, und die Ehefrau von James Hudson Taylor, dem Gründer der China Inland Mission.
- Goh Liu Ying (* 1989), Badmintonspielerin
- Badrul Hisham Abdul Manap (* 1997), Leichtathlet
- Aaron Chia (* 1997), Badmintonspieler
- Khairul Hafiz Jantan (* 1998), Leichtathlet

### Persönlichkeiten, die in dieser Stadt gewirkt haben
- Diogo Lopes de Sequeira (1465–um 1530), portugiesischer Seefahrer, der 1509 Malakka erkundete
- Enrique Melaka (* um 1498 – nach 1521), Sklave, Diener und Dolmetscher von Ferdinand Magellan
- Francisco de Xavier (1506–1552), portugiesischer Missionar, war 1545–1547 in Malakka
- William Dampier (1651–1715), britischer Freibeuter, dreimaliger Weltumsegler, Entdecker und Geograph
- James Legge (1815–1897), Sinologe, leitete drei Jahre lang das Anglo-Chinese College in Malakka

## Städtepartnerschaften
Malakka listet folgende acht Partnerstädte auf:
- Lissabon, Portugal (seit 16. Januar 1984)
- Kuala Lumpur, Malaysia (seit 15. April 1989)
- Hoorn, Niederlande (seit 8. November 1989)
- Valparaíso, Chile (seit 23. Juni 1991)
- Nanjing, Volksrepublik China (seit 2001)
- Yangzhou, Volksrepublik China (seit 2001)
- Changsha, Volksrepublik China (seit 2004)
- Sawah Lunto, Indonesien (seit 2004)
- Padang Panjang Indonesien (seit 2006)[27]

## Sonstiges
In einem 4,2 Quadratkilometer großen Teil der Stadt Malakka gilt seit 15. Juni 2011 ein generelles Rauchverbot. Die Verwaltung versucht so die Luftqualität zu verbessern und bestraft Verstöße mit Strafen in Höhe von 300 Ringgit (75 Euro) bis 5000 Ringgit (1250 Euro).